# Xenippa elegans
Xenippa elegans är en insektsart som beskrevs av Kevan, D.K.M. 1966. Xenippa elegans ingår i släktet Xenippa och familjen gräshoppor. Inga underarter finns listade i Catalogue of Life.